# Arctosa kadjahkaia
Arctosa kadjahkaia là một loài nhện trong họ Lycosidae.
Loài này thuộc chi Arctosa. Arctosa kadjahkaia được Carl Friedrich Roewer miêu tả năm 1960.